# Маргарита Димчевска
Маргарита Манолова Димчевска е българска библиотекарка и общественичка.

## Биография
Родена е на 30 ноември 1892 г. в Самоков. Потомка е на Доброския род от с. Славейно в Родопите. Прадядо ѝ Манол Димчев Доброски е обществен деец и епитроп на местната църква. Баща ѝ Манол и брат му Тодор завършват Американската протестантска гимназия в Самоков и стават учители в нея. Майка ѝ Спаска е преподавателка по музика (пиано и орган) в Американското девическо училище в Самоков.
Маргарита Димчевска завършва Американския девически колеж в Цариград в 1914 г. От 1914 до 1921 г. е библиотекарка в колежа, а от 1923 до 1925 г. – в Народната библиотека в София. През 1926 г. завършва Библиотекарското училище на Лондонския университет. Дипломната ѝ работа е на тема „Конгресната библиотека като институция, представителна за характера на американската нация. До 1934 г. работи в Министерство на народното просвещение – организиране на училищни библиотеки, води курсове за гимназиални учители библиотекари и популяризира четенето. През 1930 г. специализира с Карнегиева стипендия в САЩ. Запознава се с функционирането на библиотеките в Илинойс, Масачузетс, Небраска, Охайо, Мериленд и Калифорния. През 1934 – 1935 г. временно изпълнява длъжността директор на Народната библиотека.
Член е на Дружеството на българките с висше образование. От 1930 до 1933 г. е секретарка на Българско-американското дружество за сближение. През 1926 г. е председателка на Асоциацията на възпитаничките на американските девически колежи, библиотекарка на Лигата на говорещите английски език в България. В 1931 г. е лекторка в Международното лятно училище за мир, организирано от Обществото на народите. След 1944 г. емигрира в САЩ.
Умира на 6 март 1983 г. в Денвър, САЩ.